# Kefamenanu Selatan
Kefamenanu Selatan is een bestuurslaag in het regentschap Timor Tengah Utara van de provincie Oost-Nusa Tenggara, Indonesië. Kefamenanu Selatan telt 9474 inwoners (volkstelling 2010).